# عبد الرحمن غازي
عبد الرحمن غازي (بالتركية: Abdul Rahman Al-Ghazi)‏ أحد أهم محاربي الغازي أرطغرل المقربين، وأحد أهم المحاربين المقربين من عثمان الأول مؤسس الدولة العثمانية.
لعب جلال آل دور عبدالرحمن غازي في مسلسل قيامة أرطغرل والمؤسس عثمان.